# زاروهی کاوالجیان
زاروهی کاوالجیان (ارمنی: Զարուհի Քավալջյան؛ ۱۸۷۷ – ۱۰ ژوئن ۱۹۶۹) پزشک، و آموزشگر اهل ارمنستان اولین پزشک زن و اولین استاد زیست‌شناسی در ترکیه بود.

## زندگی‌نامه
زاروهی کاوالجیان در سال ۱۸۷۷ در شهر آداپازاری متولد شد. پدرش «سروب کاوالجیان» نیز فارغ‌التحصیل دانشکده پزشکی دانشگاه بوستون آمریکا بود و به عنوان پزشک در آداپازار و ازمیت مشغول به طبابت بود.
زاروهی در سال ۱۸۹۸، از کالج دخترانه آمریکایی در آداپازار فارغ‌التحصیل شد و از آنجا که حکام عثمانی تحصیل را برای زنان منع کرده بودند جهت تحصیل عازم آمریکا شد. در سال ۹ از دانشکده پزشکی دانشگاه فارغ‌التحصیل شد و به زادگاهش در ترکیه بازگشت و به طبابت مشغول شد؛ و همزمان به عنوان اولین زن زیست‌شناس ترکیه در کالج آمریکایی مشغول به تدریس گردید.
زاروهی کاوالجیان در طی سال‌های جنگ جهانی اول، بعنوان پزشک داوطلبانه جهت کمک رسانی به مجروحان و قربانیان جنگ شرکت کرد.
وی در ۱۰ ژوئن ۱۹۶۹ در سن ۹۲ سالگی درگذشت.